# Thủy điện Nam Ngum
Thủy điện Nam Ngum hay Thủy điện Nam Ngum 1, Thủy điện Nậm Ngừm là thủy điện xây dựng trên dòng Nam Ngum (Nậm Ngừm)  tại muang (huyện) Keo Oudom tỉnh Viêng Chăn, CHDCND Lào .
Thủy điện Nam Ngum 1 có tổng công suất lắp máy 155 MW với 5 tổ máy, khởi công năm 1968, hoàn thành năm 1971 .
Tên gọi "Thủy điện Nam Ngum 1" được sử dụng khi xuất hiện thủy điện Nam Ngum 2.

## Chỉ dẫn
1. ↑  Trong tiếng Thái, Lào, Tày,... "Nậm" có nghĩa là nước, sông, suối.